# ナンバー23
『ナンバー23』（原題: The Number 23）は、2007年のアメリカ合衆国の映画作品。

## ストーリー
動物管理局に勤めるウォルターは自分の誕生日に妻から妄想小説「ザ・ナンバー・23」という古本をプレゼントされた。ウォルターはその本を読んでいるうちに、本の中の主人公である探偵・フィンガリングと自分との多くの共通点を見つけ、その主人公が自分自身であり、自分の事が書かれている小説であると思い込む。本の中ではフィンガリングは「23」という数字に取り付かれていく。ウォルターも次第に「23」に取り付かれ、翻弄されていくのだった。世の中のあらゆる事象が「23」という数字に支配され、すべてが「23」に関連づけられている・・・と。ウォルターの身の回りの数字もすべてが「23」に見えてきた。日付、時間、車のナンバー、本のページ、エレベーターの階数、名前や言葉、番地、・・・。
ウォルターの誕生日も運転免許の番号も、社会保障番号も、足してみるとすべて合計が23だった。ウォルターの名前も、アルファベットの順番の番号に置き換えて足してみると23になる。ウォルターの産まれた時間は11時12分で、11+12=23 だ。ウォルターが妻と出逢ったのは9月14日で 9+14=23、結婚式は10月13日で 10+13=23 だ。ウォルターの住んでいる家の番地は1814で、上位2桁は 1+8=9 でそれに下位2桁を足すと 9+14=23 になる。また、下位2桁を足すと 1+4=5 でそれに上位2桁を足すと5+18=23 になる。上位2桁と下位2桁を足すと 18+14=32 で、これは 23 の逆並びだ。ふと時計を見ると9時14分で、9+14=23、妻の持っている靴の数が23足だった。地球の地軸の傾きは23度。正確には23.5度で、小数点以下の5は 2+3 だ。人体の染色体の数は46で、両親から23ずつ。血液は23秒で体内を一巡する。ラテン語は23文字。タイタニック号の沈没は1912年4月15日で、1+9+1+2+4+1+5=23 だ。TWA機の墜落事故では座席番号23で爆発が起こり、230人が死亡。2を3で割ると0.666になり、これは聖書の黙示録にある悪魔の数字「666」だ。黙示録は第22章までだが、その次にあるラストは「終末」だ。広島への原爆投下は1945年8月6日で、1+9+4-5+8+6=23 だ。大統領のブッシュ、クリントン、ルーズベルトはみんな名前が23文字。1941年12月11日に米国はドイツに宣戦布告で、12+11=23。ヒトラー自殺は1945年4月で、1+9+4+5+4=23 だ。2001年9月11日の同時多発テロの日付は 2+0+0+1+9+11=23 だ。チャールズ・マンソンの誕生日は11月12日で、11+12=23 だ。アルファベットの順番でRは18番目、Eは5番目、Dは4番目。18+5+4=27 だから、赤(RED)は27という数字になり、同様にして白(WHITE)は65だ。赤と白を足すと 27+65=92 で色はピンクだ。その92をPINKの文字数である4で割ると23になる。そして、ウォルターは匿名の作者「トップシィ・クレッツ Topsy Kretts（トップ・シークレット Top Secrets のシャレである）」を探そうとする。本の中でフィンガリングの犯した殺人事件が実際に起きていた事をウォルターは突き止めた。

## キャスト
※括弧内は日本語吹替
- ウォルター・スパロウ/フィンガリング - ジム・キャリー（山寺宏一）
- アガサ・スパロウ/ファブリツィア - ヴァージニア・マドセン（山像かおり）
- ロビン・スパロウ - ローガン・ラーマン（藤田大助）
- アイザック・フレンチ/マイルズ・フェニックス - ダニー・ヒューストン（仲野裕）
- ローラ・トーリンズ - ローナ・ミトラ（松谷彼哉）
- ブロンドの女/ドブキンス未亡人/フィンガリングの母 - リン・コリンズ（松谷彼哉）
- シビル - ミッチェル・アーサー（須藤絵里花）
- カイル・フリンチ - マーク・ペルグリノ（大川透）
- セバスチャン神父 - エド・ローター（水野龍司）
- シリウス・リアリー医学博士 - バッド・コート（クレジットなし）（楠見尚己）

## 受賞・ノミネート
第28回ゴールデンラズベリー賞
- ノミネート：最低主演男優賞 - ジム・キャリー